# Mezőtúri járás
A Mezőtúri járás Jász-Nagykun-Szolnok vármegyéhez tartozó járás Magyarországon, amely 2013-ban jött létre. Székhelye Mezőtúr. Területe 725,74 km², népessége 27 768 fő, népsűrűsége 38 fő/km² volt a 2012. évi adatok szerint. Két város (Mezőtúr és Túrkeve) és három község tartozik hozzá.
A Mezőtúri járás a 2013-ban újonnan létrehozott járások közé tartozik, a járások 1983-as megszüntetése előtt nem létezett. Mezőtúr korábban nem töltött be járási székhely szerepet, de a kistérségek 1994-es kialakítása óta kistérségi központ volt.

## Települései
| Település     | Rang (2013. július 15.) | Kistérség (2013. január 1.) | Népesség (2012. január 1.) | Terület (km²) |
| ------------- | ----------------------- | --------------------------- | -------------------------- | ------------- |
| Mezőtúr       | járásszékhely város     | Mezőtúri                    | 17 337                     | 289,72        |
| Túrkeve       | város                   | Mezőtúri                    | 8 741                      | 236,52        |
| Kétpó         | község                  | Mezőtúri                    | 682                        | 66,76         |
| Mesterszállás | község                  | Mezőtúri                    | 691                        | 42,92         |
| Mezőhék       | község                  | Mezőtúri                    | 317                        | 89,82         |